# Los nietos de don Venancio
Los nietos de don Venancio es una película de comedia y drama mexicana de 1946, escrita, dirigida y protagonizada por Joaquín Pardavé.

## Argumento
Ya mayor, con sus hijos crecidos y hasta con nietos, además de haber tenido un negocio próspero durante toda su vida, Don Venancio cree que ya ha culminado todo lo que tenía que hacer en su vida, sin embargo en ese instante recuerda que lleva años sin ver a la tierra que le vio nacer, a los padres que lograron que el llegara a ser un hombre de bien, así que se da cuenta de que aún le falta algo por hacer, y decide viajar a España con una de sus hijas, y deja al frente del negocio a su hijo mayor.
Cuando llega a España es recibido entre lágrimas y felicitaciones por sus padres, y por la gente de su pueblo, mientras tanto en la Ciudad de México, el hijo menor de Don Venancio no cumple con lo que su padre le ordena al irse de pagar puntualmente los seguros (de incendio) y para su desgracia el negocio se quema. Las noticias llegan por un telegrama a España, interrumpiendo con la tranquilidad de "Nancio", así que decide que es hora de regresar a México, puesto que aunque ha vuelto a ver a su madre y a su padre primero siempre está su responsabilidad con sus hijos.
Durante el tiempo en que él va de regreso a México, sus hijos tratan de obtener recursos financieros para poder reconstruir el negocio que con tanto esfuerzo había creado su padre. El hijo que es futbolista recibe un contrato con un equipo internacional y así obtiene una buena cantidad, el que es ingeniero participa en un concurso de construcción en el cual debían hacer un diseño para una presa, y aunque llega tarde, él es el ganador. Incluso el yerno aporta su dinero para reconstruir el negocio perdido de Don Venancio.
Cuando Venancio regresa, enterado a raíz de una mentira inventada por los medios de comunicación diciendo que su hijo futbolista había sido pagado por otro equipo para que jugara mal, se siente molesto y decepcionado, pues cree que sus hijos tratan de restablecer el negocio en una mala forma. Sin embargo, cuando se entera de la verdad, se siente muy honrado. Mientras tanto, sus hijos no quieren que vaya a ver el negocio porque esperan darle la sorpresa de que lo han reconstruido. Don Venancio insiste en ir a ver el negocio, y finalmente cuando logra llegar, se lleva la sorpresa de que ya está reconstruido y se siente aún más orgulloso de sus hijos.

## Elenco
- Joaquín Pardavé es Don Venancio
- Prudencia Grifell
- Alfredo Varela "Varelita"
- Marilú
- Rafael Banquels
- Alicia Ravel
- Roberto Cañedo
- Horacio Casarín
- Jesús Graña
- Rafael Icardo
- Manuel Noriega
- Los bocheros